# Wieke Bosch
Wieke Bosch, née le 20 février 1882 à Leeuwarden et morte le 17 février 1945 à Ravensbrück, est une résistante anarchiste féministe néerlandaise. Anarchiste à partir de la fin de la Première Guerre mondiale, elle milite notamment en faveur des droits des femmes aux Pays-Bas.
Pendant l'Occupation allemande, Bosch met en place des réseaux de presse clandestine et de résistance, qui permettent notamment de sauver des personnes cachées et des Juifs. Arrêtée le 19 novembre 1942, elle est déportée au camp de concentration de Ravensbrück, où elle meurt fusilée.
Sa vie tombe rapidement dans l'oubli mais est redécouverte au début du XXIe siècle.

## Biographie
Bosch naît le 20 ou le 24 février 1882 à Leeuwarden, aux Pays-Bas,. Elle ne peut pas suivre d'études à cause de sa pauvreté, elle doit commencer à travailler très jeune comme femme de ménage. Pendant cette période, la future militante se marie avec un patineur du nom de Rein Zandstra ; le couple a trois enfants. En 1919, le couple se sépare et elle s'installe avec un anarchiste du nom de Jan de Haan. Les deux sont des figures en vue du mouvement anarchiste, pacifiste et féministe de Leuwarden pendant les années 1920 et 1930.
Pendant cette période, Bosch vend notamment des préservatifs dans la rue, ce qui est extrêmement rare, mal vu et nouveau pour l'époque ; en raison de ses activités, elle est fichée par les services de renseignements néerlandais, qui la désignent sous le vocable d'« ennemi d'État ». Jan de Haan meurt en 1937, mais elle poursuit son militantisme.

### Résistance
Alors que les Pays-Bas sont occupés par l'Allemagne nazie, elle fonde, grâce à ses réseaux existants, un groupe de presse clandestine De Vonk. Son groupe ne s'implique pas uniquement dans la publication de journaux clandestins, mais prend contact avec des personnes cachées pour leur apporter de l'aide et distribue de la propagande de la Résistance. Il semble que Bosch vienne aussi en aide à un certain nombre de Juifs, car elle parvient à distribuer des passeports sans la mention « J ».

### Déportation et mort
Elle est arrêtée, avec de nombreux membres des réseaux De Vonk, le 19 novembre 1942, puis incarcérée pendant de nombreux mois à la prison de Leeuwarden,,. L'anarchiste parvient à faire clandestinement passer ses notes, pour qu'elles quittent la prison ; elle alerte un certain nombre de personnes visées par les enquêtes. Les nazis la déplacent d'abord au camp de regroupement et de transit de Westerbork puis elle est déportée au camp de concentration de Ravensbrück. Bosch y arrive à l'âge de 60 ans et reçoit un triangle rouge. Malgré son âge, elle parvient à survivre et organise même une partie des déportées néerlandaises, avec qui elle établit rapidement des liens.
Le 17 février 1945, elle est choisie pour être gazée dans le camp voisin d'Uckermark, mais après une panne technique des chambres à gaz, les nazis choisissent plutôt d'exécuter le groupe en les fusillant. Elle est dénudée, puis exécutée sur place à la mitrailleuse, avec neuf autres néerlandaises,.

## Postérité
Bosch disparaît des mémoires rapidement, mais son histoire est redécouverte à partir de la fin du XXe siècle,. Un historien, Hessel de Walle, publie une redécouverte du personnage. En 2024, en présence de ses descendants, son nom est ajouté au monument de la résistance frisonne à Leeuwarden, en même temps que celui de la résistante Esmée van Eeghen.